# Parafia św. Mikołaja Biskupa w Urzejowicach
Parafia św. Mikołaja Biskupa w Urzejowicach – parafia rzymskokatolicka, znajdująca się w archidiecezji przemyskiej, w dekanacie Przeworsk II. 

## Historia
14 września 1411 roku w Urzejowicach została erygowana parafia, której fundatorami byli bracia Jan i Mikołaj Szenko (Sienko) oraz ich matka Stachna. Bp Maciej Janina przekazał parafię bożogrobcom. W 1623 roku podczas najazdu tatarskiego na plebanii kwaterował chan Kantymir, a po jego odjeździe plebanię spalono, ale kościół ocalał. Niedługo potem Urzejowice przeszły pod rządy trybuna przemyskiego Jana Szamowskiego, który w 1650 roku ufundował nowy murowany kościół, wybudowany obok starego. W 1701 roku bp Paweł Konstanty Dubrawski konsekrował kościół. Bożogrobcy prowadzili parafię do 1864 roku.
W 1870 roku parafię objął ks. Karol Pawłowski, który przy pomocy nowych właścicieli Urzejowic, Hermana i Genowefy Turnau dokonał kapitalnego remontu kościoła. W latach 1904–1907 zbudowano obecny murowany kościół w stylu neogotyckim według projektu arch. inż. Henryka Hochberga ze Lwowa. 9 czerwca 1907 roku ks. Teofil Łękawski, prepozyt kapituły przemyskiej, dokonał poświęcenia kościoła. 24 maja 1910 roku bp Józef Sebastian Pelczar dokonał konsekracji kościoła.
Na terenie parafii jest 2032 wiernych (w tym: Urzejowice – 1 830, Wolica – 208).
Proboszczowie parafii:
?–1826. ks. Ludwik Ekart CSsSH.
1826–1830. ks. Leon Stęchliński CSsSH (administrator excuriendo).
1830–1864. ks. Marcin Pikuła CSsSH.
1865–1866. ks. Józef Kwieciński (administrator).
1866–1870. ks. Wincenty Malinowski.
1870–1917. ks. Karol Pawłowski (dziekan przeworski).
1917–1963. ks. Paweł Domin.
1963–1964. ks. Kazimierz Stankiewicz (administrator).
1964–1991. ks. Ludwik Wawryszko.
1991–2020. ks. kan. Antoni Łyko.
2020– nadal ks. Aleksander Zdybek.